# Лвовски университет
Лвовският национален университет „Иван Франко“ (на украински: Львівський національний університет імені Івана Франка; на латински: Universitas Leopolensis) е висше учебно заведение в Лвов, Западна Украйна, основано от полския крал Ян II Кажимеж през 1661 година като Лвовска академия. В периода 1919 – 1939 година носи името на своя основател. Един от най-старите университети в Източна Европа и някогашните земи на Жечпосполита.